# Joe Big-Big
Joe Big-Big, né en 1961 au Ghana, est un artiste plasticien ghanéen qui réalise des sculptures en fil de fer représentant des scènes de la vie quotidienne ou des sportifs en pleine action.
De son vrai nom Joseph Adjzobah Ghattaba, il commence par réaliser très jeune de monumentales sculptures en argile – d'où son surnom « Big-Big » – avant de privilégier le fil de fer.
Il effectue un séjour de longue durée au Niger, expose dans plusieurs villes françaises avant de s'établir à Toulouse, puis à Moissy-Cramayel (Seine-et-Marne).